# Belgische kampioenschappen atletiek 1912
In 1912 vonden de Belgische kampioenschappen atletiek Alle Categorieën plaats op 30 juni in De Ganzenvijver in Ukkel. Er werden alleen kampioenschappen voor mannen georganiseerd. De 400 m horden stond voor het eerst op het programma. De 10.000 m werd op 13 oktober in Vorst gelopen.  
Tijdens deze kampioenschappen verbeterden Paul Remouchamps op de 400 m horden, François Delloye op de 800 m, Maurice De Booser op de 5000 m, Isidore Vignol op de 10.000 m het Belgisch record. Er werden ook enkele records geëvenaard.
Na afloop van de kampioenschappen werden Leon Aelter en François Delloye geselecteerd voor deelname aan de Olympische Spelen in Stockholm.

## Uitslagen

### 100 m
| rang   | atleet      | prestatie   |
| ------ | ----------- | ----------- |
| Goud   | Freddy      | 11,0 s (NR) |
| Zilver | Gaston Wens |             |
| Brons  | Jean Schols |             |

### 400 m
| rang   | atleet           | prestatie |
| ------ | ---------------- | --------- |
| Goud   | Victor Jacquemin | 53,8 s    |
| Zilver | Maurits Colman   |           |
| Brons  | Lacroix          |           |

### 800 m
| rang   | atleet           | prestatie   |
| ------ | ---------------- | ----------- |
| Goud   | François Delloye | 1.57,8 (NR) |
| Zilver | De Bolle         |             |
| Brons  | De Mons          |             |

### 1500 m
| rang   | atleet           | prestatie |
| ------ | ---------------- | --------- |
| Goud   | François Delloye | 4.21,6    |
| Zilver | Fritz Delarge    |           |
| Brons  | Fritz            |           |

### 5000 m
| rang   | atleet            | prestatie    |
| ------ | ----------------- | ------------ |
| Goud   | Maurice De Booser | 16.18,8 (NR) |
| Zilver | Joseph Cassart    |              |
| Brons  |                   |              |

### 10.000 m[1]
| rang   | atleet         | prestatie    |
| ------ | -------------- | ------------ |
| Goud   | Isidore Vignol | 34.51,0 (NR) |
| Zilver | Joseph Delisse |              |
| Brons  | Louis Thoen    |              |

### 110 m horden
| rang   | atleet         | prestatie   |
| ------ | -------------- | ----------- |
| Goud   | Wilhelm Martin | 16,0 s (NR) |
| Zilver | Marcel Brossel |             |
| Brons  | Jacques Lucq   |             |

### 400 m horden
| rang   | atleet           | prestatie   |
| ------ | ---------------- | ----------- |
| Goud   | Paul Remouchamps | 59,8 s (NR) |
| Zilver | Degreef          |             |
| Brons  | Ch. Vaughan      |             |

### Verspringen
| rang   | atleet         | prestatie   |
| ------ | -------------- | ----------- |
| Goud   | Wilhelm Martin | 6,63 m (NR) |
| Zilver | Beauval        | 6,34 m      |
| Brons  | De Munter      | 6,21 m      |

### Hoogspringen
| rang   | atleet          | prestatie |
| ------ | --------------- | --------- |
| Goud   | Henri Colsoul   | 1,70 m    |
| Zilver | Wilhelm Martin  | 1,65 m    |
| Brons  | Georges Henrion | 1,60 m    |

### Polsstokhoogspringen
| rang  | atleet        | prestatie |
| ----- | ------------- | --------- |
| Goud  | G. Velghe     | 2,90 m    |
| Goud  | Marcel Dubois | 2,90 m    |
| Brons | Keymeulen     | 2,65 m    |

### Kogelstoten
| rang   | atleet            | prestatie |
| ------ | ----------------- | --------- |
| Goud   | Marcel Dubois     | 11,25 m   |
| Zilver | Arthur De Laender | 10,72 m   |
| Brons  | C. Nys            | 9,90 m    |

### Discuswerpen
| rang   | atleet            | prestatie |
| ------ | ----------------- | --------- |
| Goud   | Oscar Dejong      | 33,25 m   |
| Zilver | Arthur De Laender | 32,21 m   |
| Brons  | Wilhelm Martin    | 31,70 m   |

1889 · 
1890 · 
1891 · 
1892 · 
1893 · 
1894 · 
1895 · 
1896 · 
1897 · 
1898 · 
1899 · 
1900 · 
1901 · 
1902 · 
1903 · 
1904 · 
1905 · 
1906 ·
1907 ·
1908 · 
1909 · 
1910 · 
1911 · 
1912 · 
1913 · 
1914 · 
1919 · 
1920 · 
1921 · 
1922 · 
1923 · 
1924 · 
1925 · 
1926 · 
1927 · 
1928 · 
1929 · 
1930 · 
1931 · 
1932 · 
1933 · 
1934 · 
1935 · 
1936 · 
1937 · 
1938 · 
1939 · 
1940 · 
1941 · 
1942 · 
1943 · 
1944 · 
1945 · 
1946 · 
1947 · 
1948 · 
1949 · 
1950 · 
1951 · 
1952 · 
1953 · 
1954 · 
1955 · 
1956 · 
1957 · 
1958 · 
1959 · 
1960 · 
1961 · 
1962 · 
1963 · 
1964 · 
1965 · 
1966 · 
1967 · 
1968 · 
1969 · 
1970 · 
1971 · 
1972 · 
1973 · 
1974 · 
1975 · 
1976 · 
1977 · 
1978 · 
1979 · 
1980 · 
1981 · 
1982 · 
1983 · 
1984 · 
1985 · 
1986 · 
1987 · 
1988 · 
1989 · 
1990 · 
1991 · 
1992 · 
1993 · 
1994 ·
1995 · 
1996 · 
1997 · 
1998 · 
1999 · 
2000 · 
2001 · 
2002 · 
2003 · 
2004 · 
2005 · 
2006 · 
2007 · 
2008 · 
2009 · 
2010 · 
2011 · 
2012 · 
2013 · 
2014 · 
2015 · 
2016 · 
2017 · 
2018 · 
2019 · 
2020 · 
2021 · 
2022 · 
2023 · 
2024